# Jakub Siemek
Jakub Kazimierz Siemek (ur. 2 marca 1937 w Brzozowicach-Kamieniu, obecnie dzielnicy Piekar Śląskich) – profesor nauk technicznych, specjalizujący się w fizyce i inżynierii złóż węglowodorów i surowców płynnych, górnictwie i gazownictwie ziemnym.

## Życiorys
W 1953 roku ukończył Liceum Ogólnokształcące w Tarnowskich Górach i podjął studia na Wydziale Górniczym Akademii Górniczo–Hutniczej, które ukończył w 1958 roku. Studiował też fizykę – tytuł magistra uzyskał w 1963 roku. W 1968 roku uzyskał na AGH stopień doktora nauk technicznych, a w roku 1973 stopień doktora habilitowanego na tej samej uczelni. Tytuł profesora nadzwyczajnego nauk technicznych otrzymał w roku 1979, a tytuł profesora zwyczajnego w roku 1990.
W latach 1976–1981 pełnił funkcję zastępcy dyrektora Instytutu Górnictwa Naftowego i Gazownictwa. Kierował Katedrą Inżynierii Gazowniczej na Wydziale Wiertnictwa, Nafty i Gazu AGH, w latach 1987-1990 był prodziekanem, a od 1999 do 2002 roku dziekanem tego wydziału.
Jest członkiem Akademii Inżynierskiej w Polsce.

## Wybrane publikacje
- Zmiany temperatury przy przepływie gazu w ośrodku porowatym oraz ich wpływ na proces eksploatacji złóż gazowo-kondensatowych (1972)
- Podziemne magazyny gazu w zaniechanych kopalniach węgla (2006, redakcja pracy zbiorowej, ISBN 83-87610-86-0)

## Wyróżnienia i nagrody
- tytuł profesora honorowego Narodowego Uniwersytetu w Dniepropietrowsku (2000)
- doktor honoris causa Uniwersytetu im. Luciana Blagi w Sybinie (2002)
- tytuł profesora honorowego Narodowego Uniwersytetu Technicznego Nafty i Gazu w Iwano-Frankiwsku (2004)
- tytuł profesora honorowego AGH (2009)
- doktor honoris causa Politechniki Śląskiej (12 lipca 2010)[2]

Odznaczony Krzyżem Kawalerskim i Krzyżem Oficerskim Orderu Odrodzenia Polski oraz Medalem Komisji Edukacji Narodowej.